# Arctosa pargongensis
Arctosa pargongensis är en spindelart som beskrevs av Paik 1994. Arctosa pargongensis ingår i släktet Arctosa och familjen vargspindlar. Inga underarter finns listade i Catalogue of Life.